# 象牙質
象牙質（ぞうげしつ、Dentin）は歯の主体をなす硬組織である。エナメル質やセメント質と歯髄腔の間にある。象牙芽細胞により作られる。エナメル質より柔らかいため、う蝕が象牙質まで達した後は急速に進行する。

## 組成
70％が無機質（ヒドロキシアパタイト）、20％が有機物（膠原繊維（コラーゲン繊維）と非膠原性タンパク質）、10％が水分である。エナメル質よりは硬度が低く、モース硬度は5 - 6である。

## 構造
象牙質全体を象牙細管という管が走っている。これは、象牙芽細胞の突起を中に含んでおり、象牙質の形成並びに形成後の維持を行う。象牙細管の直径は0.8 - 2.2マイクロメートルである。

## 形成
象牙芽細胞は歯の萌出後も象牙質と歯髄の境界部に存在しており、必要なときに歯髄腔壁に象牙質を形成することができる。歯の歯根完成までに作られる象牙質を原生象牙質や第一象牙質、歯根完成後に作られる象牙質を第二象牙質という。また、う蝕等により刺激を受けた時に作られる象牙質を第三象牙質、修復象牙質と呼び、正常な状態で作られる第二象牙質を生理的第二象牙質と呼び、両者を区別することもある。